# I Didn't Mean It
I Didn't Mean It è una canzone della rock band inglese Status Quo, pubblicata come singolo nel luglio del 1994.

## La canzone
È scritta da John David, bassista della Dave Edmunds' Band, autore che già in passato ha composto qualche brano per la band di Francis Rossi ed altri ancora ne produrrà in avvenire.
Semplice e ritmata, la canzone viene pubblicata in più formati con due differenti versioni: una è quella elettrica estratta dall'album Thirsty Work, l'altra è invece prodotta in chiave acustica ed è ad oggi non disponibile in alcuna ristampa o raccolta della band.
Il brano va alla posizione numero 21 nelle classifiche inglesi.

## Tracce

### Formato 1
1. I Didn't Mean It - 3:21 - (J. David)
2. Whatever You Want - 4:03 - (Parfitt/Bown)
3. Down Down - 3:50 - (Rossi/Young)
4. Rockin' All Over the World  - 3:38 - (J. Fogerty)

### Formato 2
1. I Didn't Mean It (Acoustic Version) - 4:01 - (J. David)
2. I Didn't Mean It (Hooligan Version) - 3:55 - (J. David)
3. Survival - 3:24 - (Rossi/Bown)
4. She Knew Too Much - 3:45 - (Rossi/Bown)

## Formazione
- Francis Rossi (chitarra solista, voce)
- Rick Parfitt (chitarra ritmica, voce)
- Andy Bown (tastiere, chitarra, armonica a bocca, cori)
- John 'Rhino' Edwards (basso, voce)
- Jeff Rich (percussioni)

## British singles chart
| Posizione | 22 | 21 | 35 | 60 | uscito |